# Santa Maria del Castell de Talteüll
L'església de Santa Maria del Castell de Talteüll, segons algunes monografies de la Santa Creu, era la capella del Castell de Talteüll, en el terme comunal rossellonès de Talteüll, a la Catalunya Nord.
Es trobava al nord de les ruïnes del castell, on hi ha la torre principal i les altres dependències del castell. Actualment en queda un mur, que es va desprendre muntanya avall, cap a llevant.